# アカオザル
アカオザル(Cercopithecus ascanius)は、オナガザル科に分類される霊長類。いわゆるグエノンの一種。アフリカ中部の林でみられ、地上によく下りる。

## 分布
コンゴ民主共和国、アンゴラの北部から北東部、ザンビアの北西部、アンゴラの北部、ウガンダ、ルワンダ、ブルンジの西部、ケニアの南西部、タンザニアの西部、中央アフリカ共和国、南スーダンの南部、ザンビアの北端部。熱帯雨林、沼沢林、回廊林、落葉林、ウッドランドなどの低地林や比較的標高の高い森林などに生息する。

## 形態
体長は、雄が40-63 cm（センチメートル）、雌が32-46cm。体重は、雄が3.2ｰ4.8kg（キログラム）、雌が3.2-3.4kg。尾は長さが53-89cmで赤レンガ色。

## 生態
主として果実を食し、葉、花、昆虫、キノコ、蜜、種子を食す。また、ウガンダのカリンズ林ではハトを採食する様子が確認されている。
主な天敵は猛禽類であり、チンパンジーによる捕食も確認されている。こうした天敵に対しておとなの雄が大きな警戒音を発することが知られている。
ほとんど樹上で生活し、20～30頭程度の一夫多妻の群れで生活し、母系社会で、雄は成熟すると群れを追い出される。だが、ときに複数のおとなの雄が一つの群れの中で共存することもある。群れ間の関係は基本的に敵対的であるが、和平の交渉が交わされることもある。また、アオザルなどの近縁なグエノン同士で混群を作ることもある。混群とは、別種の群れがあたかもひとつの群れであるかのようにまとまって同じ場所で、同じ時間、同じ行動をとる団体のこと。採食効率が上がったり、あるいは天敵から身を守りやすくなるといった利点が指摘されているが、混群を作る理由ははっきりしていない。アカオザルが含まれる混群では、グルーミングも確認されている。また、ケニアのカカメガ森林では、アカオザルとアオザルの雑種も報告されている。
1年を通じて出産が観察されているが、おおよそ11～2月にピークが存在し、調査地ごとに出産のピークが異なる。雌は4歳程度で初産を迎えることが多く、雄は6歳で成熟する。子供は、母親以外の群れの雌からも世話される。

## 亜種
- Cercopithecus ascanius ascanius
- Cercopithecus ascanius atrinasus
- Cercopithecus ascanius katangae
- Cercopithecus ascanius whitesidei
- Cercopithecus ascanius schmidti

など

## 保全状況
IUCNのレッドリストにおいて、低危険種であると判断されている。

## ギャラリー

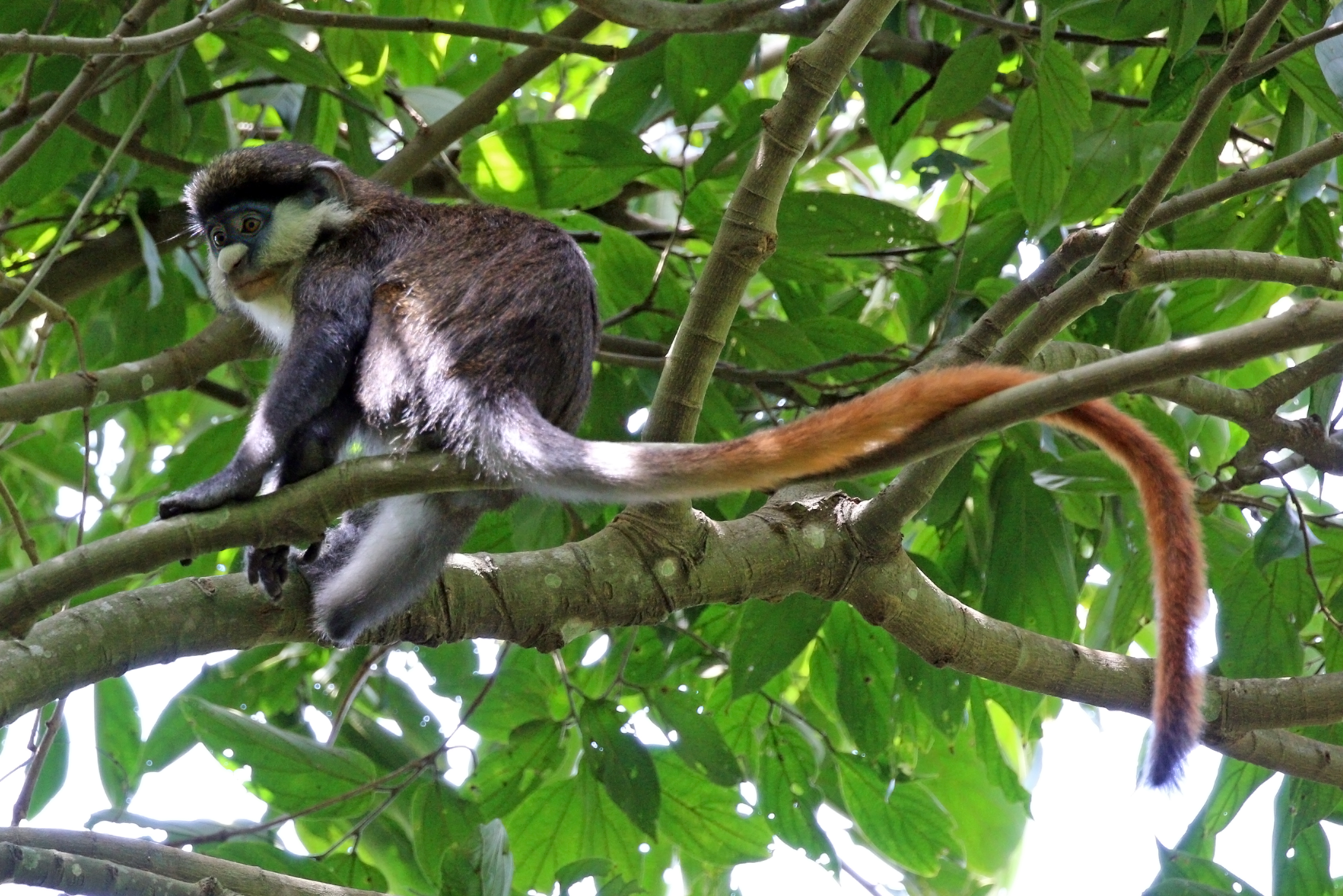
成体。
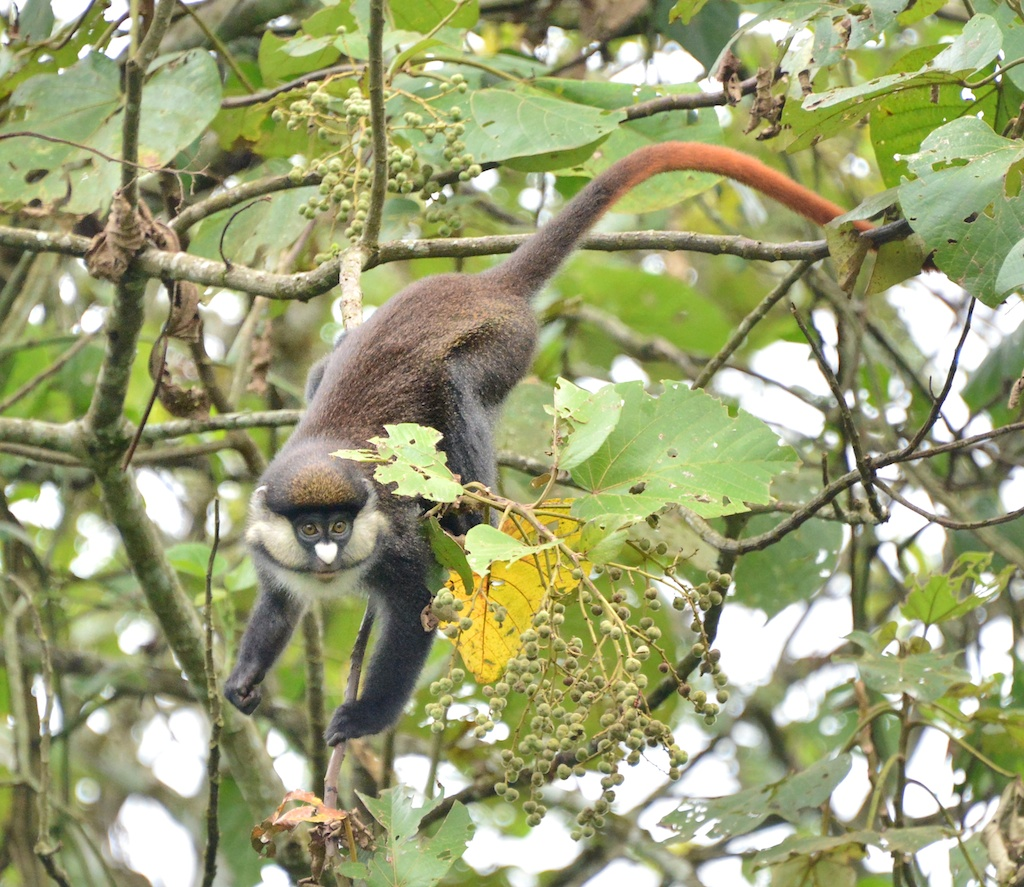
ウガンダでの写真。
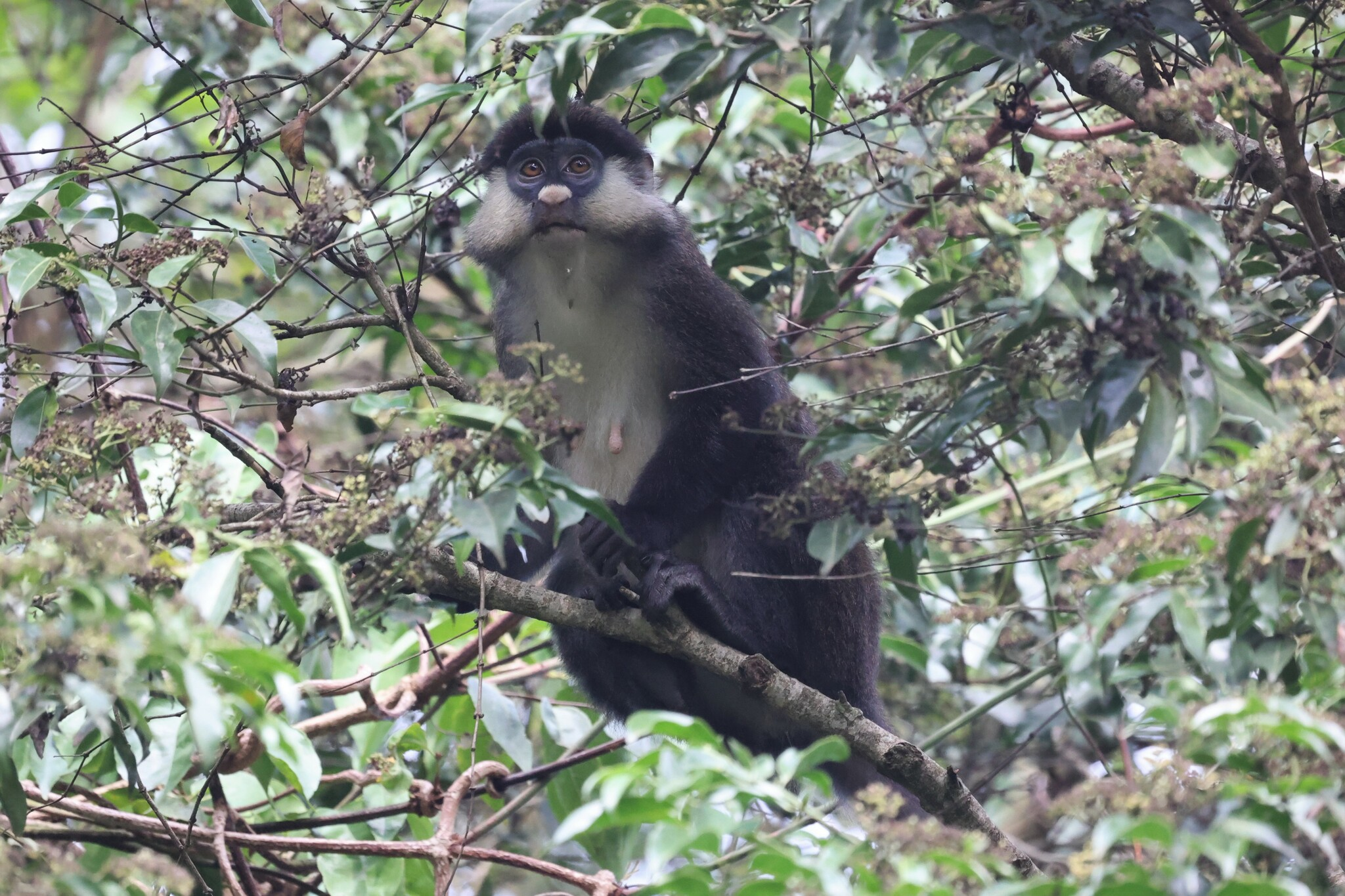
Cercopithecus ascanius schmidti
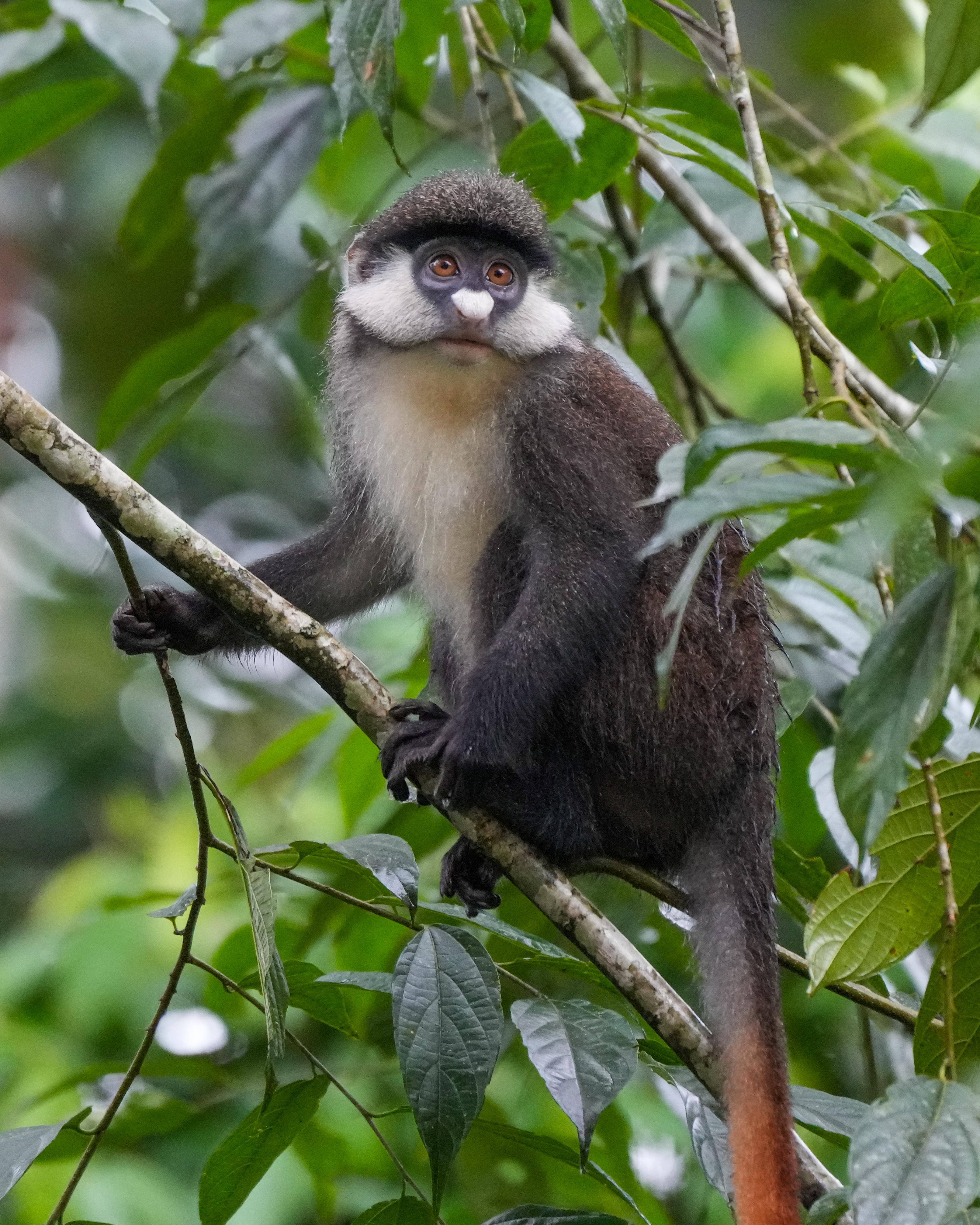
ウガンダの国立公園